# Trevor Wishart
Pour les articles homonymes, voir Wishart.
Œuvres principales
Machine (1971), Journey into Space (1972), Red Bird (1973-77), Beach Singularity (1978), Menagerie (1979) VOX-Cycle (1980-88), Tongues of Fire (1993-94), Two Women (1998), Imago (2002), Globalalia (2003-2004), Fabulous Paris (2006) Encounters in the Republic of Heavens (2007-2012)
Trevor Wishart, né le 11 octobre 1946 à Leeds, est un compositeur anglais.
Il a commencé à composer des pièces instrumentales en utilisant les techniques stochastiques et mathématiques. Dans les années soixante, la mort de son père, qui travaillait dans une usine, lui fait prendre conscience de sa volonté d’exprimer des réalités plus concrètes à travers sa musique. Il reste cependant toujours très proche de la question de la forme musicale. Il écrit son mémoire d’études en 1969 au sujet de Xenakis à l’université de Nottingham et termine son doctorat en composition en 1973 à l’université d'York.

« Un problème que j’ai eu durant ma carrière musicale est le rejet par certains musiciens et musicologues de mes œuvres sous le prétexte que 'ce n’est pas de la musique'. Pour éviter de jouer sur les mots, j’ai donc intitulé ce livre On Sonic Art et vais répondre à la question de ce qu’est, et n’est pas, l’'art sonore'. On peut commencer par dire que l’art sonore inclut la musique et la musique électroacoustique. En même temps, en revanche, on va s’approcher de domaines qui ont été catégorisés distinctement comme le texte sonore et les effets sonores. L’attention y sera néanmoins concentrée sur la structure et la structuration des sons eux-mêmes. »

— Trevor Wishart

## Jusqu’àRed Bird
Il termine en 1971 la composition de Machine : An electronically-preserved dream, une pièce qui a des allures du Wochenende (1930) de Walther Ruttmann en ce qu’elle utilise et présente les sons industriels en un montage audio (bien que la pièce de Wishart utilise nettement plus la voix – celle des groupes d’ouvriers notamment –, une utilisation qui deviendra vite très caractéristique de sa musique) et qui peut être mise en parallèle avec le Presque Rien (no 1) ou le lever du jour au bord de la mer de Luc Ferrari, composé à la même époque, dans lequel Ferrari met en scène (de manière surréaliste) le paysage sonore d’un village de pêcheurs le matin.
La technique compositionnelle de Wishart était alors (et est encore souvent) énormément basée sur l’improvisation et le matériau trouvé (ce qui permet un nouveau parallèle avec Ferrari) puis monté.

« Une grande partie du travail que j’ai fait avec l’électroacoustique – parce qu’il n’y avait presque pas d’équipement, seulement des enregistreurs, principalement – a été de trouver des objets ou de demander à des gens de souffler dans des tubes d’échafaudages, toutes sortes de choses. Enregistrer des improvisations, que je structurais d’une certaine manière. Puis les éditer pour faire une pièce : j’appelle ça le 'montage musical'. »

C’est encore le cas de Journey into Space, composée peu après Machine et diffusée avant (Journey into Space en 1972, Machine en 1973), puis de Red Bird (1978) qui clôt cette partie du travail de Wishart, basée sur la symbolique sonore.

« Je pense que les pièces se sont acheminées vers Red Bird, dans laquelle je cristallise l’idée d’utiliser les sons d’une manière mythologique. Donc, au lieu de dire 'ceci est le son de quelque chose', je pense 'ceci est le son de quelque chose qui représente probablement quelque chose d’autre, et je peux travailler avec ça dans une monde mythique de transformation sonore'. Red Bird distille cette idée et la développe aussi loin qu’elle pourrait aller de mon point de vue. Le changement est apparu après cela, quand je me suis plus intéressé à la transformation sonore comme une idée musicale formelle. »

## AprèsRed Bird
Il se lance ensuite dans la composition du VOX-Cycle, basé sur la voix et ses différents modes de présentation (explorés par son activité d’improvisateur vocal), puis de diverses pièces dans lesquelles la voix conservera une importance primordiale, que ce soit pour ses contenus référentiels (l’utterance fondamentalement humaine et vivante) et linguistique ou son contenu purement musical. Cette opposition se poursuit jusqu’à aujourd’hui avec la création d’Encounters in the Republic of Heavens en 2012 (réalisée durant une résidence de quatre ans à l’université de Durham), œuvre octophonique qui présente des « portraits » vocaux de personnes habitant le nord-est de l’Angleterre, entouré par des « instruments » électroacoustiques tirés exclusivement des voix utilisées. 
Wishart souligne d’une part la possibilité de comprendre ce que racontent les personnes enregistrées (bien que leurs accents soient souvent si forts que des anglais habitant le sud de l’Angleterre ne les comprennent parfois même pas !), d’autre part l’importance de l’aspect purement sonore et musical, appuyé par l’interpolation entre les « instruments » et les voix, ainsi que par des rencontres harmoniques et rythmiques qui peuvent évoquer la speech melody de Steve Reich.

## Concepts

### Morphologies
La morphologie est la forme spectrale et temporelle des objets sonores. Les deux formes de continuation morphologiques « naturelles » proposées par Wishart (morphologies intrinsèque et imposée – la seconde traduisant un contrôle beaucoup plus grand du déroulement du son par un système extérieur apportant l’énergie, tandis que la première exprime les capacités autonomes d’un système sonore après un bref apport d’énergie) permettent de mieux comprendre la notion de modèle sonore  – dans lequel s’articulent les variances et les invariances d’un objet sonore selon des règles morphologiques – ce qui permettra la cohérence d’un objet sonore avec lui-même au fil du temps et permettra à l’auditeur de créer des liens de similarité et de divergence entre plusieurs entités sonores.

### Landscape
« Comme Pierre Schaeffer préconisait fortement, une fois que l’on commence à travailler avec les sons comme medium, l’origine réelle de ces sons ne nous concerne plus du tout. C’est particulièrement vrai à l’ère de la transformation du son par ordinateur. En revanche, l’origine apparente (ou la physicalité) du son reste un facteur important pour notre perception du son, quelque distordu qu’il soit. »
Wishart appelle landscape « la source imaginée des sons entendus. Donc, quand on est assis dans une salle de concert et qu’on écoute une symphonie de Beethoven, le landscape du son est l’orchestre. Quand on est dans notre salon et qu’on écoute un enregistrement de cette même symphonie, le landscape du son reste l’orchestre ». 
Il précise qu’il faut distinguer le landscape de l’association qui, elle, reproduit les effets d’une situation ou d’une image. « Le landscape reste, au moins à ce niveau, un critère objectif, lié à notre reconnaissance des sources sonores ». Il faut aussi comprendre que le landscape, en plus de dénoter la réalité d’une source sonore, contient des informations sur la nature de l’espace acoustique dans lequel se situe la source (taille, matière, organisation de l’espace, ...), ainsi que sur la position spatiale de la source . Même sans la reconnaissance d’une source sonore réelle, il peut donc être défini par ces deux caractéristiques, mais aussi par la catégorisation que l’auditeur fait de l’objet sonore.
Dans l’analyse de la caractéristique spatiale du landscape, il distingue plusieurs types d’espaces acoustiques, en se basant sur deux variables : le réalisme auditif de l’espace en question (lequel sera dit réaliste si les critères de réverbération appliqués aux objets sont consistants avec un espace acoustique unique), et le réalisme des objets sonores (un objet sonore sera dit réaliste s’il peut être identifié clairement, ou tout au moins s’il peut être entendu dans la nature) :
1. Espace réaliste / Objets réalistes (on obtient alors un paysage sonore reconstitué)
2. Espace réaliste / Objets irréalistes (modèle de certaines pièces électroacoustique, notamment Imaginary Landscape n°1 de John Cage)
3. Espace irréaliste / Objets réalistes [ou irréalistes] (modèle de la plupart des œuvres concrètes)
4. Espace réaliste / Objets réaliste - surréalisme (on peut agencer entre eux dans un espace réaliste des objets sonores qui ne pourraient jamais se situer dans ce même espace dans la nature.)
Le réalisme tient donc une grande place dans le modèle électroacoustique de Wishart, qui préconise la réalisation des transformations électroacoustique sur un support spatial-musical réaliste.

### Landscape socialetutterance
Il introduit par ailleurs la notion de landscape social, liée à la méthode d’enregistrement et de présentation de la distance, qui peut varier de l’intimité au détachement et du rapport interindividuel à l’appartenance à une foule. Le landscape social est particulièrement parlant dans le cas de la voix, de même que le seront les questions du réalisme et de la contextualisation. 
Chez Wishart, le concept d’utterance peut prendre deux significations : une caractéristique présente dans la voix ou bien une émission sonore, « qui [dans les deux cas] dénote l’âge, la santé ou les comportements »  psychologiques ou physiques d’une personne. La définition est extrêmement large, mais on peut l’éclaircir en affirmant qu’un cri de peur est une utterance, alors qu’un fortissimo à hauteur fixe chanté par une soprano n’en est pas une, bien qu’on puisse y trouver des caractéristiques d’utterance (on peut au minimum dire à l’écoute que c’est une femme ; selon le mode de chant, on pourra aussi le qualifier de lyrique, ou de dramatique – ce qui serait une autre caractéristique d’utterance).
Finalement, on peut dire que l’utterance est ce qui, dans la voix humaine ou animale, n’appartient pas au domaine musical ni au domaine verbal. 
En effet, « beaucoup de signaux de communication animale – ceux de la chasse, de l’avertissement, de la peur, de la colère ou de la reproduction – ressemblent souvent dans leur durée, leur intensité et leur inflexion à des interjections humaines. L’homme peut lui aussi gronder, mugir, geindre, grogner, rugir et crier ». L’utterance est donc aussi la caractéristique vocale qui lie l’homme à l’animal qu’il est.

## Écrits
Trevor Wishart a publié deux livres concernant les techniques et la théorie de la musique électroacoustique (On Sonic Art et Audible Design) et plusieurs livrets contenant des précisions sur ses œuvres (Journey into Space Travelogue et Red Bird: a document) ou des jeux musicaux (Sounds Fun et Sounds Fun 2).